# 459

## Decese
- 2 septembrie: Simeon Stâlpnicul cel Bătrân sfânt bizantin (n. 389)